# (17962) Andrewherron
(17962) Andrewherron (1999 JD37) – planetoida z pasa głównego asteroid okrążająca Słońce w ciągu 3,41 lat w średniej odległości 2,26 j.a. Odkryta 10 maja 1999 roku.